# リサ・レフトアイ・ロペス
リサ・レフトアイ・ロペス（Lisa "Left Eye" Lopes、本名：リサ・ニコール・ロペス（Lisa Nicole Lopes）、1971年5月27日 - 2002年4月25日）は、アメリカ合衆国のミュージシャン。TLCのメンバーの一人で作詞やラップを担当。通称はレフト・アイ。ソロでも活動していた。
2002年4月25日夜、中米ホンジュラスフティアパ近くのハイウェイで、妹や弟を含む7人を乗せたSUV車（2代目パジェロ）を運転中、カーブでバランスを失い車が進路をそれて転倒。頭部の怪我により死亡。当時、TLCの4枚目のアルバム（『3D (3D)』）のレコーディングを行なっていた時期で、他の2人のメンバーやスタッフ、世界中のTLCファンに衝撃が走った。
なおこの死亡事故に関して、警察はスピード超過によるものと判断したが、母親のワンダ・ロペスが、事故の原因をパジェロの欠陥によるものとして、2005年6月大手自動車メーカー三菱自動車工業を相手取った訴訟を起こしている。

## ディスコグラフィ

### スタジオ・アルバム
- 『Supernova』 - Supernova (2001年)
- 『アイ・レガシー』 - Eye Legacy (2009年) ※未発表音源集

### 未リリース・アルバム
- N.I.N.A. (2002年)

### 参加楽曲
- ドネル・ジョーンズ「ユー・ノウ・ホワッツ・アップ」(US7位、UK2位)
- メラニー・チズム「ネヴァー・ビー・ザ・セイム・アゲイン」(UK1位)